# Réserve de biosphère de l'Arche de Frontenac

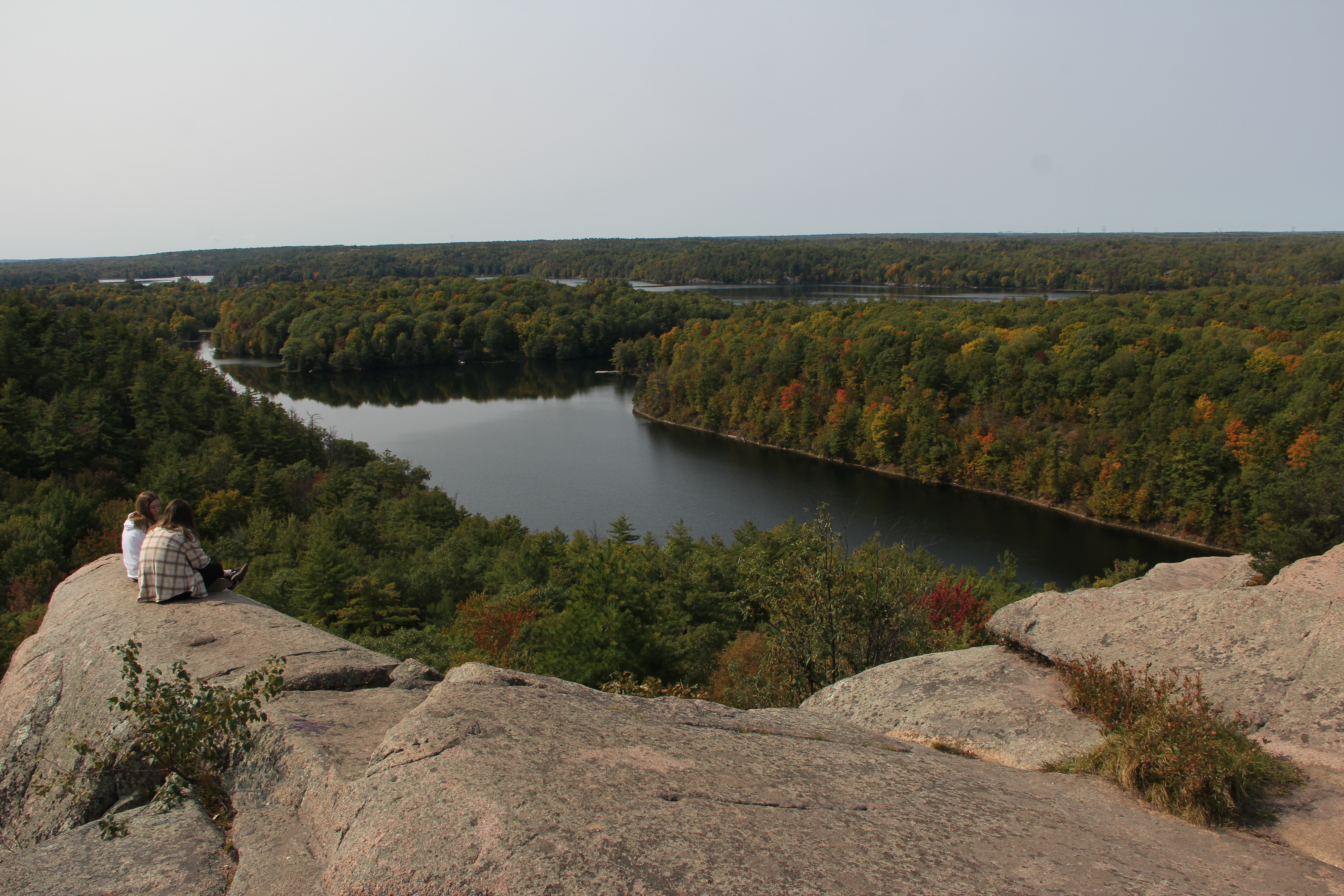
Remarquable formation de granite rose, le sommet de Rock Dunder est le point le plus élevé de la région.

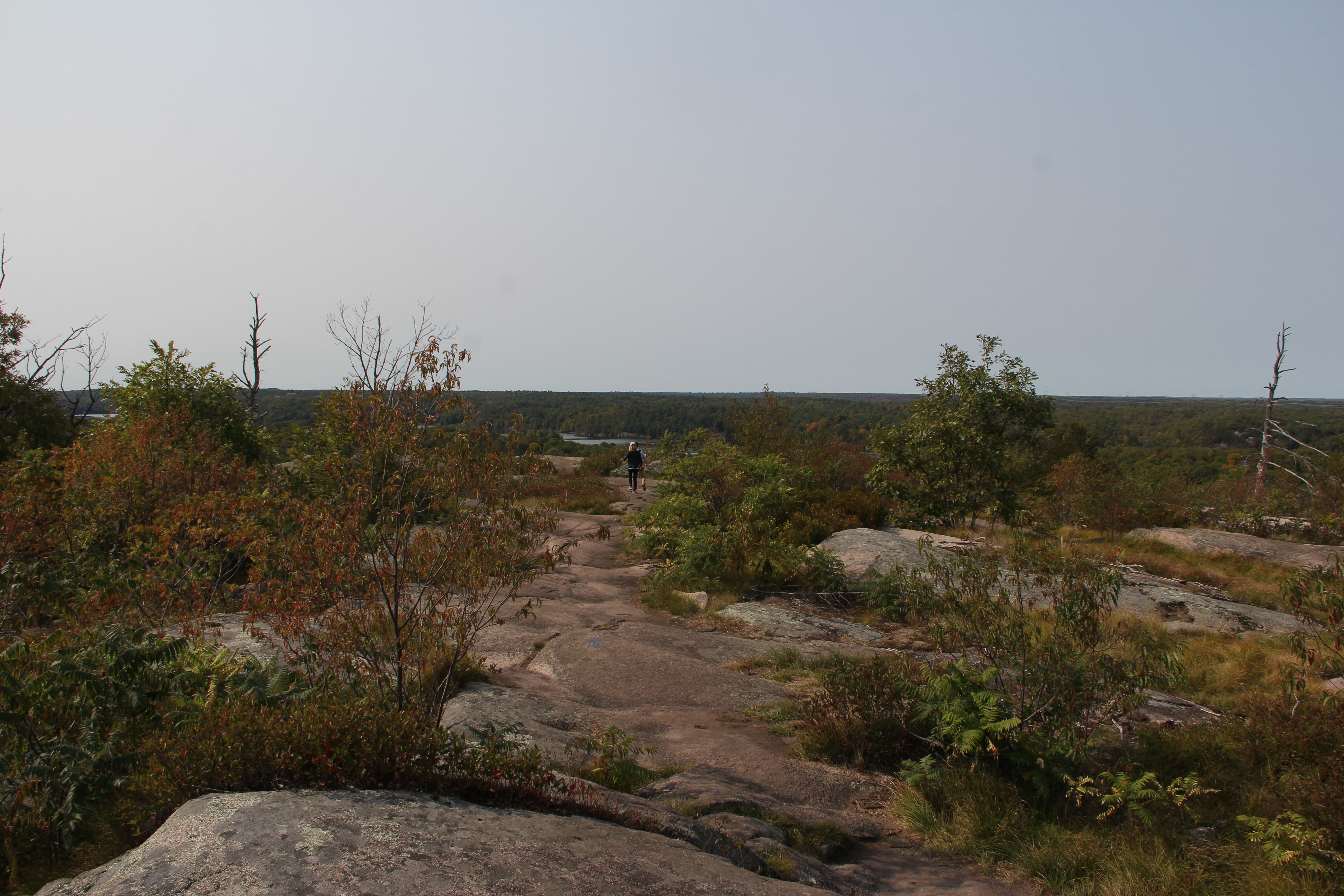
Crête de l'Arche de Frontenac dominant la baie Morton au sud-est du Canal Rideau.

La Réserve de biosphère de l'Arche de Frontenac est une réserve de biosphère de l'UNESCO située dans le sud-est de l'Ontario. Désignée en 2002 et redessinée en 2007 de façon à inclure le Parc provincial Frontenac, elle couvre maintenant une zone de 2 700 km2, au nord et à l'est de Kingston, allant de Westport et Sydenham à Gananoque et Brockville. Elle couvre le territoire ancestral des Algonquins (Aniishinaabe) et des Iroquois (Haudenosaunee). Elle est l'une des 18 réserves de biosphère au Canada. Son statut a été renouvelé en 2019.
L'Arche de Frontenac est le nom donné à une crête de granite dans le prolongement du Bouclier canadien qui forme un couloir joignant le Parc Frontenac et les Adirondacks en traversant le fleuve Saint-Laurent aux Mille-Îles. Au plan écologique, la Réserve sert de pont entre les habitats du parc Algonquin et ceux des Adirondacks. Elle englobe des îles et îlots du Saint-Laurent qui servent de relais pour la migration des animaux. 
La Biosphère de l'arche de Frontenac compte plus d'une centaine de partenaires régionaux et offre divers programmes visant à faire de la communauté un modèle de développement durable. Ses activités s'inscrivent dans le cadre des fonctions fondamentales déterminées par le Programme sur l'homme et la biosphère. 
- Conservation : contribuer à la protection de la diversité culturelle et de la biodiversité en partageant les connaissances et les meilleures pratiques en matière de préservation des écosystèmes et des espèces.
- Développement durable : promouvoir un développement humain qui soit socialement, culturellement, économiquement et écologiquement durable.
- Logistique : faciliter les activités d'éducation et de recherche

Les réserves de la biosphère sont des sites où ces objectifs sont testés, affinés, appliqués et vulgarisés.

## Description
Le cœur de la biosphère, tel que défini en 2002, a une superficie de 5 073 ha et est entouré d'une zone tampon de 15 900 ha et d'une zone de transition de 200 000 ha, pour une superficie terrestre et aquatique totale de 220 973 hectares. Elle englobe une douzaine de sites : Parc provincial Frontenac, Parc provincial du lac Charleston, Queen's University Biological Station, Parc national des Mille-Îles, Rock Dunder, Parc provincial Sharbot Lake, Foley Mountain Conservation Area, Bellamy Park, Sentier de la Cataraqui.
La topographie de la Réserve est accidentée. De fortes pentes et des crêtes granitiques, typiques du bouclier précambrien, alternent avec des forêts humides et des marais. Des promontoires rocheux affleurent dans le fleuve Saint-Laurent formant le Parc national des Mille-Îles.
Les Premières Nations désignent l'Arche de Frontenac comme « l'épine dorsale de la Mère ». Cinq différentes zones de forêts se rencontrent à la croisée de l'Arche et du Saint-Laurent, formant un riche écosystème de plantes, d'insectes et d'espèces animales, qui en font la région du Canada la plus riche en biodiversité.  
Parmi les espèces caractéristiques de cet endroit, il faut citer le pin rigide, le serpent Pantherophis obsoletus, le Petit blongios (Ixobrychus exilis), le grand héron bleu, le Balbuzard pêcheur, le Plongeon huard, le Pygargue à tête blanche et la Paruline des pins.

## Activité socio-économique
L'agriculture est l'activité principale dans la partie terrestre de la Réserve. La région se prête aussi à la pêche, à la foresterie et à l'industrie minière. Le tourisme et les activités récréationnelles sont d'importants secteurs économiques dans les communautés établies le long du Saint-Laurent, du canal Rideau et du lac Charleston.
Les Mille Îles, la région de l'Arche de Frontenac et la vallée du Saint-Laurent ont une longue histoire d'occupation humaine. Des découvertes archéologiques attestent que la région était peuplée il y 7 000 ans et qu'il s'y pratiquait la chasse et la pêche.

## Sources
- UNESCO, Frontenac Arch Biosphere Reserve, Canada
- UNESCO, Ecological Sciences for Sustainable Development
- Rock Dunder